# قره‌تپه قره‌چپق
قره تپه قره چپق مربوط به هزاره دوم قم است و در شهرستان تبریز، بخش مرکزی، روستای قره چپق واقع شده و این اثر در تاریخ ۲۵ اسفند ۱۳۷۹ با شمارهٔ ثبت ۳۳۲۱ به‌عنوان یکی از آثار ملی ایران به ثبت رسیده است.